# ألفرد والتون هايندز
ألفرد والتون هايندز (بالإنجليزية: Alfred Walton Hinds)‏ هو كاتب أمريكي، ولد في 25 يوليو 1874 في مقاطعة مارشال في الولايات المتحدة، وتوفي في 25 ديسمبر 1957.